# Kurt Feldt
Kurt Feldt (Schmentau, 22 novembre 1887 – Berlino, 11 marzo 1970) è stato un generale di cavalleria tedesco.
All'inizio della prima guerra mondiale Feldt si arruolò nella cavalleria tedesca nella 1. Kavalleriedivision, dove rimase per tutto il corso della guerra; successivamente rimase sempre nella stessa unità al comando di diversi reggimenti.
Allo scoppio della seconda guerra mondiale partecipò a diverse battaglie sempre come ufficiale di cavalleria, soprattutto nell'ambito dell'occupazione dei Paesi Bassi, dove partecipò alla battaglia di Afsluitdijk.
Nel giugno 1940, durante la Campagna di Francia con il suo reggimento entrò a Saumur, la sede della cavalleria francese, dove era situato il famoso Cadre Noir.
Quando nel 1942 la 1. Kavalleriedivision fu trasformata nella 24. Panzer-Division, Feldt assunse il grado di befehlshaber e trasferito nel sud-ovest della Germania al comando del VI distretto in Vestfalia. Nel 1944 partecipò alle azioni offensive in Francia e nei Paesi Bassi contro gli Alleati che si stavano spingendo fino al confine con la Germania, fino a quando non venne catturato dagli inglesi.
Dopo la guerra tornò in Germania dove morì all'età di 83 anni.